# Sängfösare (novellsamling)
Sängfösare är en novellsamling av P.G. Wodehouse, utgiven i USA i april 1959 med titeln A Few Quick Ones, och i Storbritannien i  juni samma år med samma titel. Samlingen består av tio historier med författarens regelbundet förekommande figurer, som Jeeves och Wooster i en novell, ett par golfhistorier och lika många med mr Mulliner, plus en Ukridgeberättelse utöver fyra drönarklubbsnoveller. Den brittiska utgåvan skiljer sig från den amerikanska. USA-utgåvan innehåller en novell som är en tredje omskrivning av historien "Helping Freddie" ur My Man Jeeves, som blev "Freddies förlovning i fara" i Jeeves klarar skivan och som i versionen i Simon & Schusters amerikanska utgåva av A Few Quick Ones har fått titeln "Unpleasantness at Kozy Kot". I Herbert Jenkins brittiska utgåva är den ersatt av "A Tithe for Charity". Den brittiska varianten översattes till svenska av Birgitta Hammar och utgavs på Albert Bonniers förlag 1960.

## Innehåll
- "De feta i landet" (Drönarklubben)
- "Scratch" (golfhistoria)
- "Den rätta tacklingen" (mr Mulliner)
- "Jeeves lagar omelett" (en omskrivning av  Reggie Pepper-historien "Doing Clarence a Bit of Good" ur My Man Jeeves)
- "Ett ord i rättan tid" (Drönarklubben)
- "Lysande affärer" (mr Mulliner)
- "Lita på Algy" (Drönarklubben)
- "Walters jubeldag" (golfhistoria)
- "Tionde åt de fattiga" (Ukridge)
- "Oofy, Freddie och bifftrusten (Drönarklubben)